# Свети мученици Марин и Астерије
Свети мученици Марин и Астерије су хришћански мученици и светитељи 
Свети Марин је био војник а Астерије сенатор римски. У време римског цара Галијена Марин је био у војној служби у Цезареји Палестинској. Био је из богате и племените породице у овом граду, а као способан и савестан, направио је успешну каријеру у римској војсци. Унапређен у положај центуриона. Пре него што је могао да преузме ту функцију, ривал је тврдио да пре него што центурион прихвати ту функцију, он треба да принесе жртву цару, према древном закону. Марин, који је до тада био тајни хришћанин, исповедао је своју хришћанску веру и објаснио да га је то спречава да принесе ову жртву. Отишао је у локалну цркву да разговара са епископом, који се звао Теотек. Епископ Теотек је довео Марина до олтара. Показао је на Маринов мач и књигу Јеванђеља, а затим упитао шта је Марину важније. Марин је без оклевања десном руком одабрао јеванђеље. Владика му је рекао: „Држи се Бога. Снагом коју ти је дао, можеш постићи свој плод. Сада иди у миру“.
Маринус се вратио у легију и одбио да принесе ритуалну жртву. Тада му је одсечена глава.
Његовом страдању присуствовао је и сенатор Астерије, који је био тајни хришћанин. Након Мариновог страдања он је скинуо своју доламу, обавио њоме тело мученика, узео га на раме, однео и сахранио. Када су Астерија пријавили и сам је био осуђен и посечен мачем. 
Њихово мученичко страдање десило се око 260 године.
Православна црква прославља свете мученике Марина и Астерија 7. августа.